# Bobby Schwartz
Bobby Schwartz, właśc. Robert Benjamin Schwartz (ur. 10 sierpnia 1956 w Santa Barbara) – amerykański żużlowiec, występujący również na długim torze.

## Życiorys
Największe sukcesy w karierze odniósł w rozgrywkach drużynowych. Sześciokrotnie był finalistą Drużynowych Mistrzostw Świata, zdobywając złoty (1982), 3 srebrne (1980, 1985, 1986) oraz 2 brązowe (1983, 1984) medale. Oprócz tego pięciokrotnie uczestniczył w finałach Mistrzostw Świata Par, dwukrotnie zdobywając złote (1981, 1982) oraz brązowy (1985) medal.
W 1980 r. zajął III m. w tradycyjnym turnieju o "Zlatą Přilbę w Pardubicach. Wielokrotnie startował w finałach Indywidualnych Mistrzostw Stanów Zjednoczonych, zdobywając 7 medali: 2 złote (1986, 1989), 4 srebrne (1984, 1985, 1992, 1995) oraz brązowy (1978). Był również wielokrotnym reprezentantem kraju w eliminacjach Indywidualnych Mistrzostw Świata, awansując w 1979 r. do finału interkontynentalnego (XIV m.) oraz trzykrotnie do finałów zamorskich (1984 – XV m., 1986 – XIII m., 1988 – XIV m.).
Odnosił również sukcesy w zawodach na długim torze, trzykrotnie awansując do finałów światowych: 1982 – XV m., 1983 – XIII m., 1985 – VI m.